# Charles Camoin
Charles Camoin (Marselha, 23 de setembro de 1879 - 1965) foi um pintor francês associado ao Fauvismo.